# Vincenzo Casagrandi
Vincenzo Casagrandi (Lugo, 18 settembre 1847 – Catania, 2 febbraio 1938) è stato uno storico e archeologo italiano.

## Biografia
Nato da famiglia di tradizioni risorgimentali, fu nipote per via materna del patriota Felice Orsini (1819-1858). 

Compì studi classici a Bertinoro, si iscrisse poi all'Università Pontificia di Roma. In seguito frequentò la Regia Università di Torino, ed infine quella di Napoli, dove nel 1869 conseguì la laurea in giurisprudenza.
Dedicatosi agli studi storici e archeologici, ottenne l'abilitazione all'insegnamento di storia e geografia nei licei. Nel 1884 vinse il concorso che gli avrebbe permesso di insegnare storia e geografia presso il Regio Liceo Alessandro Manzoni di Milano, ma scelse il Regio Liceo Andrea D'Oria di Genova. Nel 1886 venne trasferito come titolare della stessa cattedra al Regio Liceo Umberto I di Palermo.
Nel 1888 vinse un altro concorso e fu nominato professore straordinario di storia antica presso la Regia Università di Catania; promosso a professore ordinario della stessa disciplina nel 1898, insegnò fino al 1922, quando fu messo a riposo per raggiunti limiti di età. Nell'ateneo catanese insegnò anche storia moderna (1889-1900), letteratura italiana (1895-1896), pedagogia (1898-1899) e archeologia (1900-1922), ed ebbe pure l'incarico di preside della facoltà di Lettere e Filosofia dal 1912 al 1915. Nel 1903 fondò a Catania la «Società di storia patria per la Sicilia orientale», di cui fu anche presidente dal 1924 al 1928. Casagrandi fu anche socio della «Deputazione di storia patria per le provincie di Romagna».

## Opere
Vincenzo Casagrandi fu autore di numerose pubblicazioni storiche, fra le quali si ricordano Diocleziano imperatore (1876), Agrippina minore (1878), Le tre fasi della rivoluzione francese (1886), Le campagne di Gerone II contro i Mamertini durante lo strategato (1894), Raccolta di studi di storia antica (1896), Vincenzo Gagliani e il contributo di Catania e della Sicilia Orientale alle Riforme costituzionali all'alba del Risorgimento (1928), Storia e cronologia medievale e moderna (1929). Nel 1991 fu pubblicata postuma la sua monografia sul poeta Mario Rapisardi dal titolo Mario Rapisardi: l'uomo e le sue passioni, edita da Bonanno e curata da Francesco Zitelli.